# Merab Ninidze

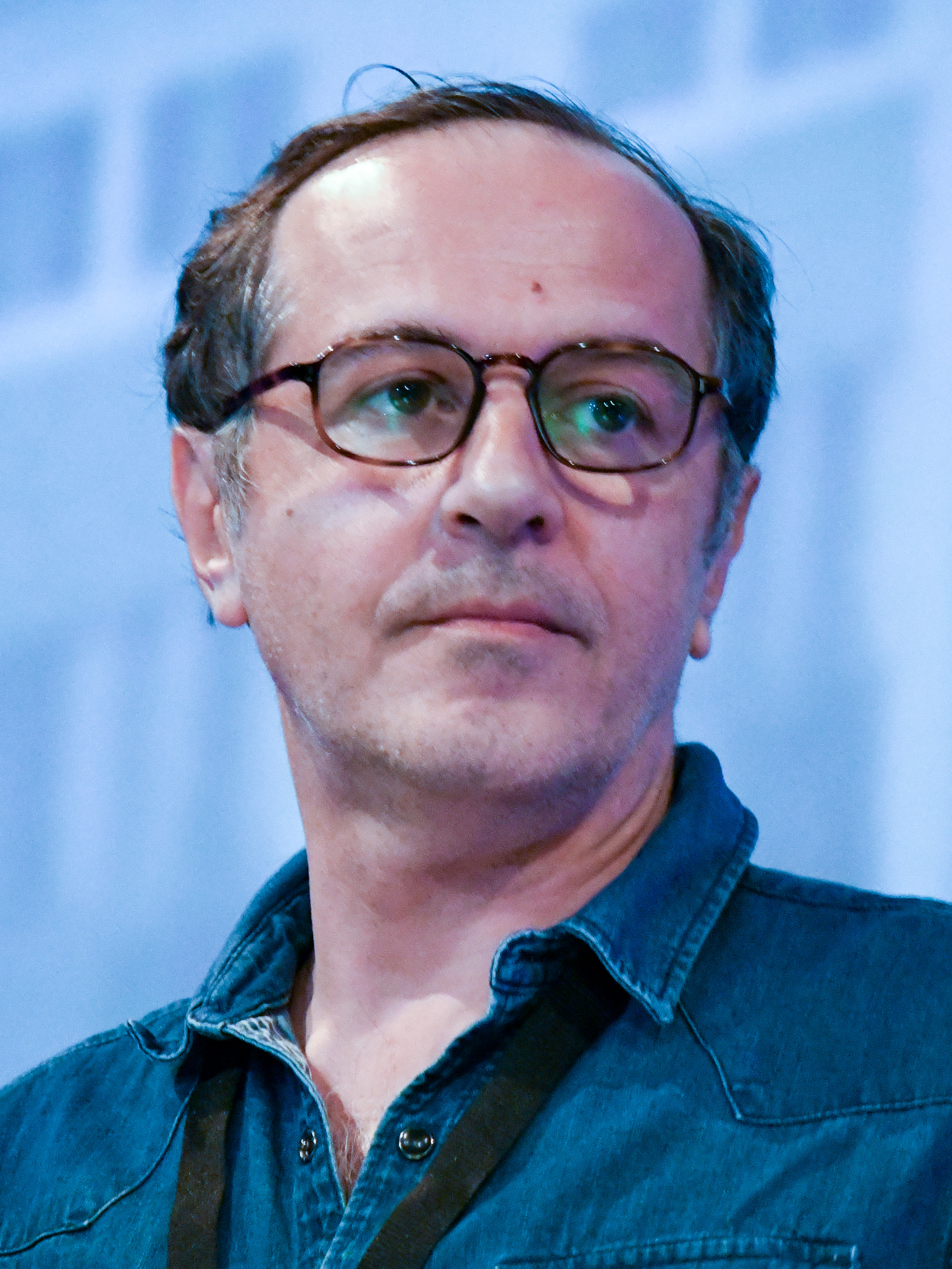
Merab Ninidze bei Crossing Europe 2018

Merab Ninidze (georgisch მერაბ ნინიძე / Merab Ninidse; * 3. November 1965 in Tiflis, Georgische SSR, Sowjetunion) ist ein georgischer Schauspieler. Er zog 1994 nach Österreich, lebt und arbeitet inzwischen in Wien und in Berlin.

## Leben
Merab Ninidze stammt aus einer Theaterfamilie. Seine erste Bühnenrolle bekam er 1979 in einer Aufführung von Richard III. Von 1982 bis 1984 studierte er Schauspiel an der Akademie für Darstellende Kunst und Film in Tiflis. 1984 erhielt er eine erste Kinorolle in Die Reue unter der Regie von Tengis Abuladse. Bis 1991 gehörte er zum Ensemble des Staatlichen Akademischen Theaters Schota Rustaweli in Tiflis, drehte sechs Filme in den staatlichen Filmstudios Grusia-Film (georgisch: Kartuli Filmi).
1993 übernahm Ninidze in dem österreichischen Film Halbe Welt unter der Regie von Florian Flicker eine erste deutschsprachige Rolle. Seit 1994 lebt er in Wien. Bekannt wurde er in dem Oscar-prämierten Film Nirgendwo in Afrika von Caroline Link. Darin spielte er die Hauptrolle des „Walter Redlich“, eines jüdischen Auswanderers, der während des Zweiten Weltkriegs mit seiner Familie in Kenia lebte und überlebte. Allerdings wurde er in dieser Rolle von Herbert Knaup synchronisiert. Seit 2002 übernimmt Ninidze regelmäßig Rollen in deutschen Fernsehproduktionen. In der georgisch-deutschen Kinoproduktion Meine glückliche Familie (Chemi bednieri ojakhi, 2017) von Nana Ekvtimishvili spielt an der Seite von Ia Shugliashvili er den Ehemann, der nach 30-jähriger Ehe scheinbar grundlos von seiner Frau verlassen wird.

## Filmografie

### Kino
- 1984: Die Reue
- 1993: Halbe Welt
- 1994: Hasenjagd – Vor lauter Feigheit gibt es kein Erbarmen
- 1997: Jugofilm
- 1998: Suzie Washington
- 1999: Luna Papa
- 2000: England!
- 2001: Ene mene muh – und tot bist du
- 2001: Nirgendwo in Afrika
- 2004: Cattolica
- 2007: Mord in bester Gesellschaft
- 2007: The Rainbowmaker
- 2007: Der geheimnisvolle Schatz von Troja
- 2008: Papiersoldat
- 2010: Der Kameramörder
- 2011: Schicksalsjahre
- 2011: Wintertochter
- 2011: Mein bester Feind
- 2011: 4 Tage im Mai
- 2012: Blutadler
- 2012: Invasion
- 2015: Thank You for Bombing
- 2016: Lou Andreas-Salomé
- 2017: Meine glückliche Familie (Chemi bednieri ojakhi)
- 2020: Der Spion
- 2021: Tom Clancy’s Gnadenlos (Tom Clancy's Without Remorse)
- 2021: Delo (Дело)
- 2024: Konklave (Conclave)
- 2024: April
- 2025: A Working Man

### Fernsehen
- 2002: Verlorenes Land
- 2002: Ein starkes Team: Kinderträume
- 2002: Bella Block: Im Namen der Ehre
- 2004: Das Bernsteinamulett
- Tatort Fernsehreihe
  - 2004: Sechs zum Essen
  - 2012: Todesbilder
  - 2013: Unvergessen
  - 2019: Das verschwundene Kind
- 2004: Sterne leuchten auch am Tag
- 2004: Die Kirschenkönigin
- 2005: Conny und die verschwundene Ehefrau
- 2006: Nicht alle waren Mörder[2]
- 2006: Himmel über Australien
- 2006: Einsatz in Hamburg – Mord auf Rezept
- 2010: Das Geheimnis in Siebenbürgen
- 2011: Weihnachtsengel küsst man nicht
- 2012: Russisch Roulette
- 2012: Ein starkes Team: Die Gottesanbeterin
- 2013: Polizeiruf 110: Der verlorene Sohn
- 2013: Unter Feinden
- 2014: Bis zum Ende der Welt
- 2014: Mordkommission Istanbul (Kriminalfilmreihe, Folge Die zweite Spur)
- seit 2015 Fernsehserie Frühling (Fernsehserie)
  - 2015: Frühling zu zweit
  - 2016: Zeit für Frühling
  - 2016: Hundertmal Frühling
  - 2017: Schritt ins Licht
  - 2017: Zu früh geträumt
  - 2018: Mehr als Freunde
  - 2018: Am Ende des Sommers (Fernsehserie Frühling)
- 2015: Die blauen Stunden
- 2016: Berlin Station
- 2016: Neben der Spur – Amnesie
- 2018: McMafia (Fernsehserie)
- 2018: Homeland (Fernsehserie)
- 2018: Carneval – Der Clown bringt den Tod
- seit 2019: Der Usedom-Krimi (Fernsehreihe)
  - 2019: Mutterliebe
  - 2019: Träume
  - 2020: Nachtschatten
  - 2020: Schmerzgrenze
  - 2020: Vom Geben und Nehmen
  - 2021: Entführt
  - 2021: Ungebetene Gäste
  - 2021: Der lange Abschied
- 2019: Treadstone (Fernsehserie, 3 Folgen)
- 2020: Freud (Fernsehserie, Folge 1x01)
- 2020: Das Gesetz sind wir
- seit 2021: Doktor Ballouz (Fernsehserie, ZDF)